# Законы Дракона
Законы Драко́на (кодекс Дракона) — письменный кодекс законов, введённый в действие Драконом в Афинах в конце 7-го века до нашей эры; его составление началось около 621 года до н. э. Он был написан в ответ на несправедливое толкование и изменение устного закона афинскими аристократами. Поскольку большинство обществ в Древней Греции кодифицировали основной закон в середине седьмого века до нашей эры, афинским устным законом манипулировала аристократия до появления кодекса Дракона. Около 621 года до н. э. жители Афин поручили Дракону разработать писаный свод законов и конституцию, что дало ему титул первого законодателя Афин. Всякий грамотный человек мог прочитать кодекс в центральном месте, доступном для всех. Это введение верховенства закона было ранним проявлением афинской демократии.

## Предыстория

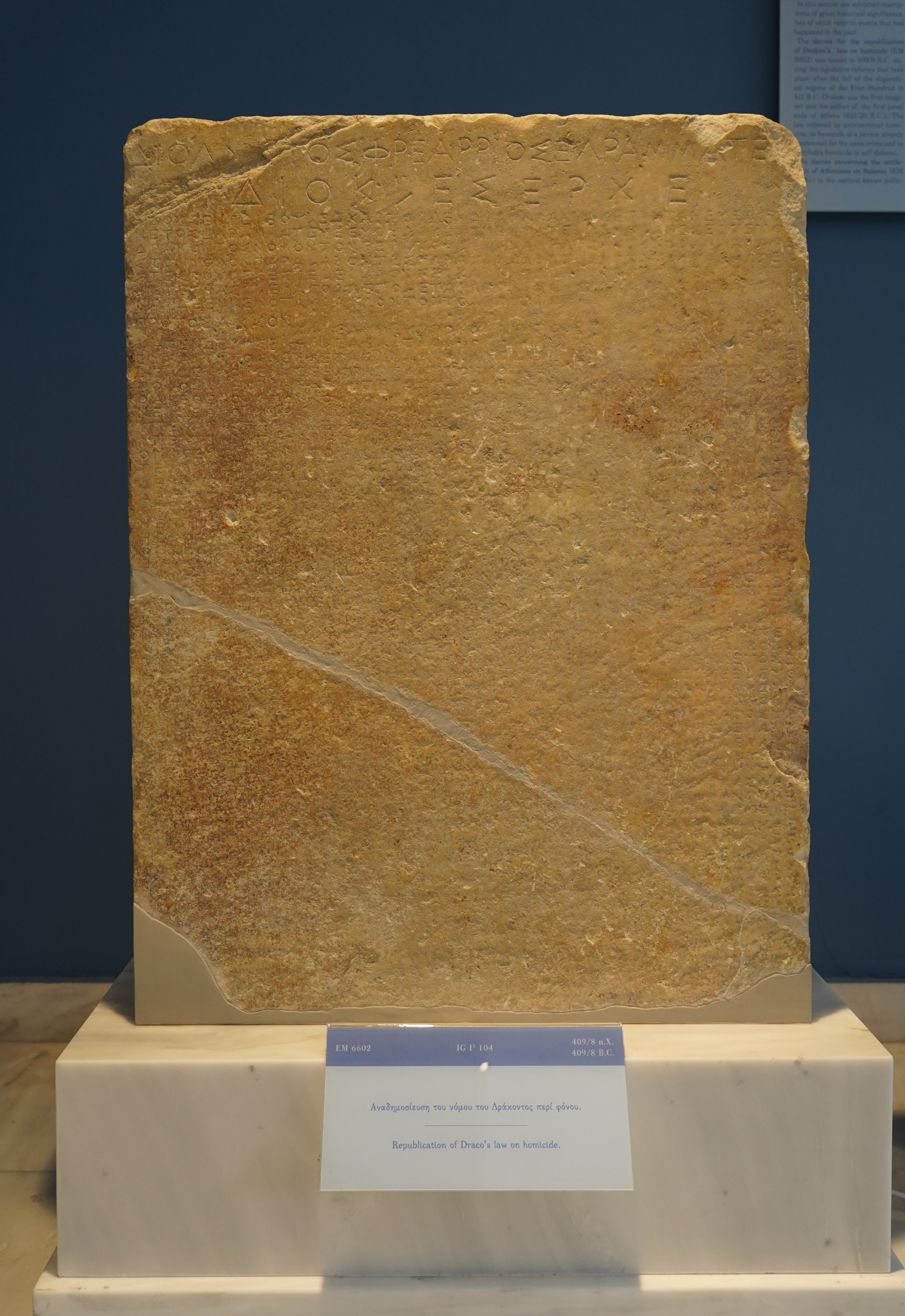
Републикация Закона Дракона об убийствах (408—409 до н. э.)

Необходимость в писаных законах началась с неравного доступа к правовым знаниям аристократии по сравнению с простым населением; установленные законы Афин были неэффективно сформулированы в разговорной речи и часто изменялись и переоценивались. Аристократическая эксплуатация этой системы началась в середине седьмого века до нашей эры, и в законы часто вносились поправки в пользу аристократии. Это вызвало распри между семьями, не знающими закона, в попытке добиться справедливости.
Чтобы свести к минимуму количество этих междоусобиц, правящие аристократические семьи Афин решили отказаться от своей скрытой системы юридических предложений и поправок и обнародовать их афинскому обществу в письменной форме. Они уполномочили аристократического законодателя Дракона, составить письменную конституцию, и он начал писать текст около 621 года до н. э. Для обнародования новой конституции ее текст был нанесён на отображающих поверхностях. В результате драконовские законы стали доступны для грамотных.
Дракон ввёл понятия преднамеренного и непреднамеренного убийства, оба преступления рассматривались в Ареопаге. Поскольку дела об убийствах рассматривались государством, распри как форма правосудия стали незаконными. Законы об убийствах были единственными законами, сохраненными Солоном в начале VI века до н. э.

Когда Драконта спросили, почему он за бо́льшую часть преступлений назначил смертную казнь, он, как говорят, отвечал, что мелкие преступления, по его мнению, заслуживают этого наказания, а для крупных он не нашел большего.— Плутарх, Сравнительные жизнеописания
Хотя полного текста драконовских законов не сохранилось, по сообщениям, суровые наказания применялись к тем, кто был осуждён за такие незначительные правонарушения, как кража яблока. Возможно, было только одно наказание, казнь, для всех осуждённых за нарушение драконовских законов, и законы, как говорили, были написаны кровью, а не чернилами. Эти легенды вошли во многие языки, а прилагательное «драконовский» означает несоразмерно суровое наказание.

## Избирательное право
Гоплиты имели право участвовать в политической жизни; они могли голосовать и занимать второстепенные государственные должности. Чтобы занимать более высокие должности, требовалось имущество. Гоплиты с собственностью без долгов стоимостью десять мин и более могли служить одноименным архонтом или казначеем. Афинские стратеги (генералы) и гиппархи (командиры кавалерии) выбирались из тех, кто имел необременённое долгами имущество стоимостью не менее 100 мин с детьми старше 10 лет, рождённым в браке. Четыреста один член Совета выбирался по жребию из гоплитов не моложе 30 лет. Никто не мог быть избран по жребию более одного раза для работы в совете, пока Совет не «бросит жребий заново»: снова были включены все лица, имеющие право на участие в следующем Совете, когда все отслужили свою очередь. Избрание на политические должности в Афинах было основано на жеребьёвке, за исключением Ареопага, который состоял из отставных архонтов.

## Совет и собрание
Совет был ещё одной концепцией, которую Дракон представил афинскому правительству в своих законах. В «Афинской политии» Аристотеля совет неопределённо характеризовался как магистрат. Собрание было еще одной афинской магистратурой, подробно описанной Аристотелем.
На членов Совета или Ассамблеи, которые отсутствовали на собрании, налагались штрафы, пропорциональные социальному классу. Если отсутствующий член был из класса пентакосиомедимнус, он был оштрафован на три драхмы. Рыцари были оштрафованы на две драхмы, а зевгиты на одну драхму.

## В «Афинской политии»

### Установление
Хронология драконовских законов Аристотеля характеризуется расплывчатой фразой «немного позже»:

Итак, по времени вот в какой последовательности эти должности идут одна за другой. Что же касается местопребывания, то девять архонтов находились не все в одном месте, но басилевс заседал в так называемом Буколии близ Пританея (доказательство: еще и теперь там происходит соединение и брак жены басилевса с Дионисом), архонт — в Пританее, полемарх — в Эпиликии. Это место прежде называлось Полемархием, а когда Эпилик после отправления обязанностей полемарха перестроил его и отделал, оно стало называться Эпиликием. Фесмофеты заседали в фесмофетии, но при Солоне все архонты собрались в фесмофетий. Архонты имели право решать дела окончательно, а не так, как теперь, производить только предварительное расследование. Вот как обстояло дело с должностями архонтов. Наконец, совет ареопагитов, хотя имел обязанность быть только блюстителем законов, распоряжался большинством важнейших дел в государстве, налагая кары и взыскания безапелляционно на всех нарушителей порядка. Это объясняется тем, что выбор архонтов производился по благородству происхождения и по богатству, а из них-то и избирались ареопагиты. Вот почему это — единственная из должностей, которая остается пожизненной и теперь. Таково было в основных чертах первоначальное государственное устройство. После этого, немного времени спустя, при архонте Аристехме, Драконт издал свои законы.— Аристотель, Афинская полития главы 3 и 4
Учитывая основание Афин Кекропсом I и их первую конституцию в 1556 год до н. э., их правовая база функционировала более 900 лет, прежде чем Дракон кодифицировал законы и составил свою конституцию около 620 г. до н. э. Поэтому впоследствии комментаторы предполагают, что фраза «немного времени спустя» вместо этого относится к более недавнему килонийскому делу.

### Пританы
Неопределенное использование Аристотелем слова «пританы» относится к ряду афинских государственных позиций во время и после разработки драконовской конституции:

Таково было в основных чертах первоначальное государственное устройство. После этого, немного времени спустя, при архонте Аристехме, Драконт издал свои законы. Что касается государственного строя, то он имел следующий характер. Гражданские права были предоставлены тем, кто мог приобрести себе тяжелое вооружение. Девятерых архонтов, а также и казначеев выбирали из людей, имевших свободного от долгов состояния не меньше как на десять мин, а на остальные, менее важные, должности — из людей, могущих приобрести себе тяжелое вооружение; на должности же стратегов и гиппархов избирали из людей, которые показывали свободного от долгов имущества не меньше как на сто мин и законных детей от законной жены в возрасте свыше десяти лет. За них до сдачи ими отчета должны были представлять поручительство старые пританы, стратеги и гиппархи, причем сами должны были брать четверых поручителей из того же класса, к какому принадлежат эти стратеги и гиппархи.— Аристотель, Афинская полития глава 4
«Пританы» позже относились к пятидесяти членам совета, хотя их единственное другое появление в контексте дракониановских законов было в рассказе Геродота о силонийском деле (где упоминаются «пританы из Навкрари»). Это могло произойти из-за привычки Геродота (дорийца) называть первых магистратов дорийских городов «Пританами из Навкрари» и объединять их с первыми магистратами Афин (архонтами). Более подробная версия Фукидида также относится к «Притану из Навкрари» Геродота. Он писал: «Те, кому народ доверил сохранение цитадели, увидев, как сторонники Килона гибнут у ног статуи Минервы, заставили их выйти из цитадели, обещая им, что им не будет причинено никакого вреда.» Как упомянул Фукидид в своём отчёте о килонийском деле, девять архонтов были людьми, которым была доверена цитадель.

### Отношения между афинскими чиновниками
Отношения между текущими чиновниками и пританами, стратегами и гиппархами предыдущего года в отношении финансовых гарантий являются спорным текстом в оксфордском классическом текстовом издании Афинской политии Аристотеля:

За них до сдачи ими отчета должны были представлять поручительство старые пританы, стратеги и гиппархи, причем сами должны были брать четверых поручителей из того же класса, к какому принадлежат эти стратеги и гиппархи.— Аристотель, Афинская полития, глава 4, Перевод и примечания С. И. Радцига.

### Позиция Дракона
До открытия «Афинской политии» Аристотеля Дракон не считался политическим реформатором. Хотя драконовская конституция не упоминается современными историками, его положение как политического и конституционного реформатора и законодателя подчеркивалось Аристотелем (несмотря на отмену большинства его законов, кроме тех, которые касались убийств).